# La felicità/Anche così
La felicità/Anche così è un 45 giri della cantante italiana Iva Zanicchi, pubblicato nel 1968.

## Tracce
Lato A
- La felicità - (P. Franco-P. Ortega)

Lato B
- Anche così - (Paolo Ferrara)